# Metalloproteina
Una metalloproteina  è una proteina che contiene atomi metallici. Questi possono svolgere una funzione strutturale, mantenendo la stabilità del ripiegamento (o "folding") della proteina (come avviene nei fattori di trascrizione a "dita di zinco"), o funzionale, partecipando all'attività catalitica di un enzima, come avviene, ad esempio, nelle metalloproteasi.